# Irmgardstraße 15 (Solln)

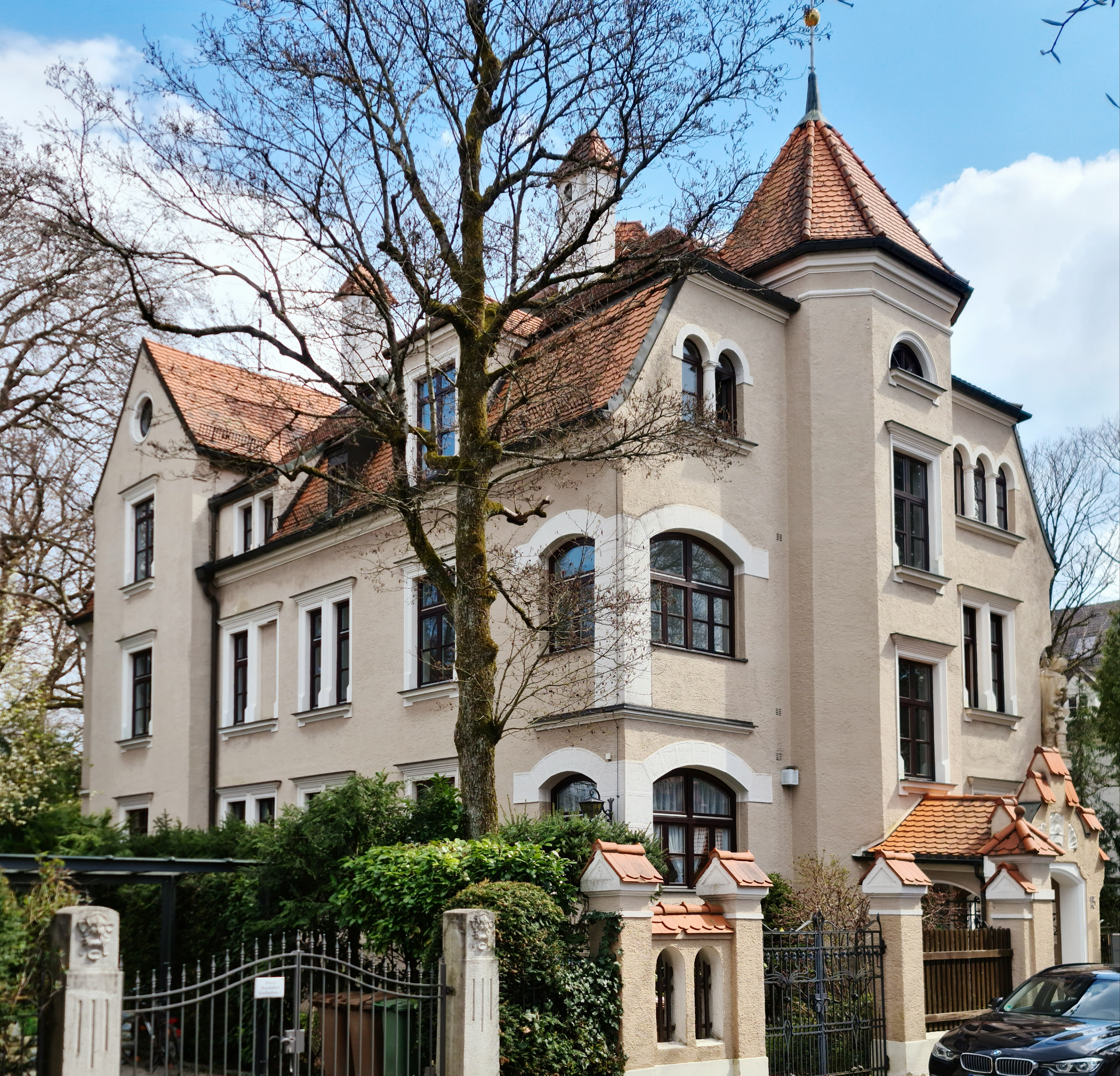
Irmgardstraße 15 in Solln

Portalbereich

Irmgardstraße 15 ist eine Villa im Stil der deutschen Renaissance. Sie liegt in der Villenkolonie Prinz-Ludwigs-Höhe im Münchner Stadtteil Solln und wurde im Jahre 1901 durch Heinrich Hilgert errichtet. Das Gebäude ist als Baudenkmal in die Bayerische Denkmalliste eingetragen.

## Geschichte

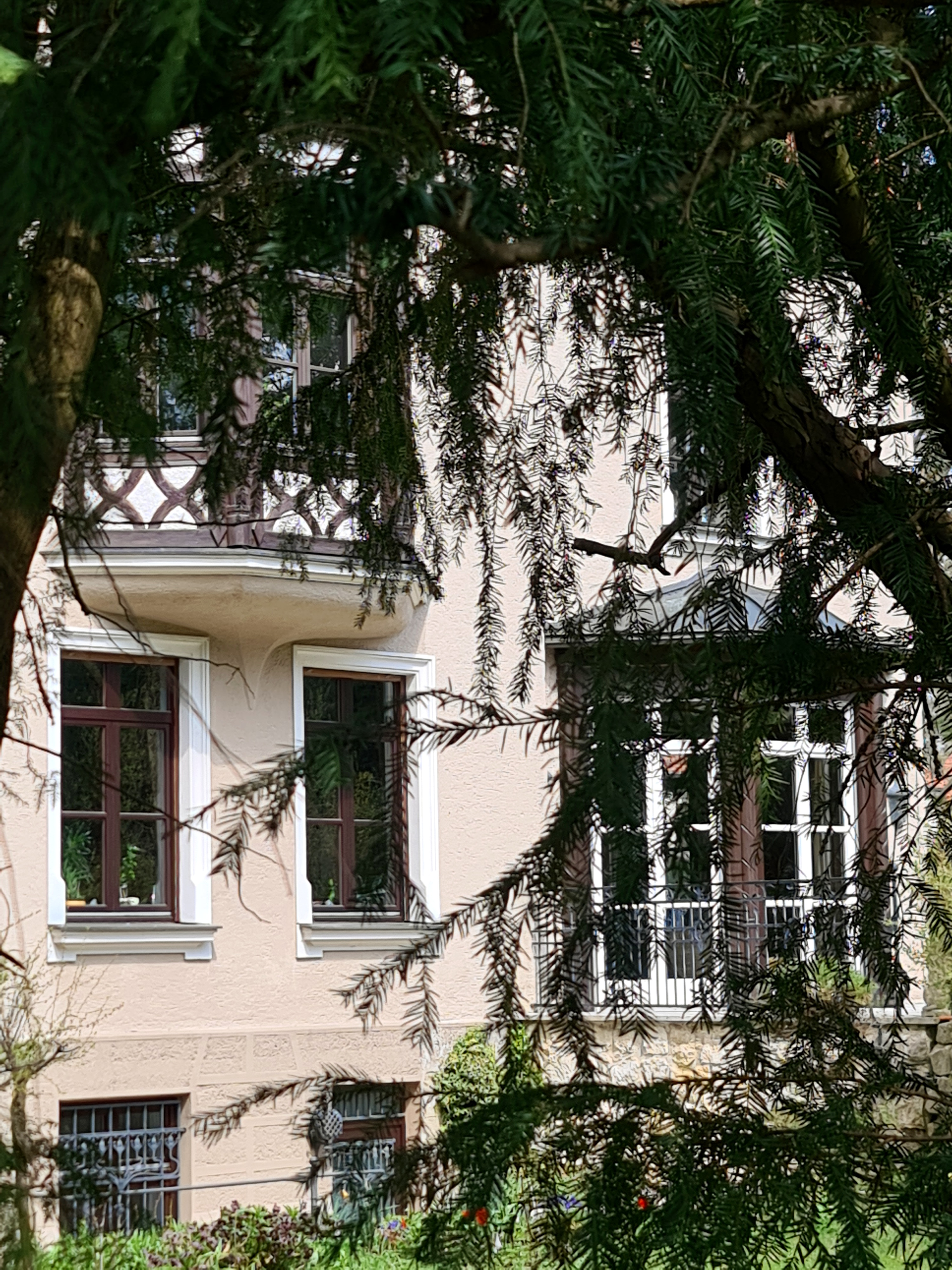
Gartenseitige Erker

Der Baumeister und Architekt Heinrich Hilgert kaufte im Jahr 1900 vom königlichen Hofbuchbindermeister Otto Wieselsberger Grundstücke an der damaligen Albrecht-Dürer-Straße und beantragte bei der Lokalbaukommission München den Bau der Häuser Albrecht-Dürer-Straße 13 und 15, die er auf eigene Kosten errichten ließ. Die beiden Gebäude wurden im Jahre 1902 von dem in Bayern reich begüterten Gutsbesitzer Alexander Fürst Cantacuzène für seine beiden Söhne Friedrich Fürst Cantacuzène und Karl Fürst Cantacuzène gekauft. Die Fürstenfamilie stammte aus dem russischen Zweig, deren Mitglieder Großgrundbesitzer im Fürstentum Moldau waren. Im Jahre 1905 zog nach dem Tod des Vaters Friedrich Fürst Cantacuzène in das Erdgeschoss des Hauses, während sein Bruder Karl, nach gegenseitigen Ausgleichszahlungen, in die Villa Albrecht-Dürer-Straße 13 zog. 1909 fiel das Haus an Clementine Fürstin Cantacuzène, die geschiedene Ehefrau Friedrichs († 7. Oktober 1941) aufgrund eines Gütergemeinschaftsvertrags. Clementine († 4. November 1941) verkaufte im Jahr 1920 die Mietvilla an den Kapellmeister Gustav Drechsel, der in die Obergeschosswohnung zog. Nach Besitzerwechseln wurde das Innere des Gebäudes im Rahmen einer Sanierung in den Jahren 1985–86 für die Nutzung als Bürohaus umgestaltet.

## Beschreibung
Das zu den ersten Bauten an der heutigen Irmgardstraße gehörende Gebäude wurde als Zweifamilienhaus konzipiert und errichtet. Jede Etagenwohnung hatte den gleichen Grundriss: an der Nordseite befanden sich die Küche, die Speisekammer, die Magdkammer und ein Raum mittlerer Größe. Nach Süden zum Garten hin lagen drei große Zimmer und im ausgebauten Dachgeschoss drei weitere Zimmer und drei Speicherräume. 
Das Baudenkmal ist ein zweigeschossiger Krüppelwalmdachbau, der mit Schmuckkaminen, historisierenden Putz- und Fachwerkverzierungen bestückt ist. Weitere Zierelemente der Fassaden stellen der straßenseitige Treppenhausturm, die Zwerchhäuser und die Skulptur des hl. Florian am Südwesteck dar. An der Westseite befindet sich ein Torvorbau, von dem der ursprüngliche Pfeilerzaun abzweigt und das Grundstück zum Gehweg abgrenzt.